# 精白丸麦

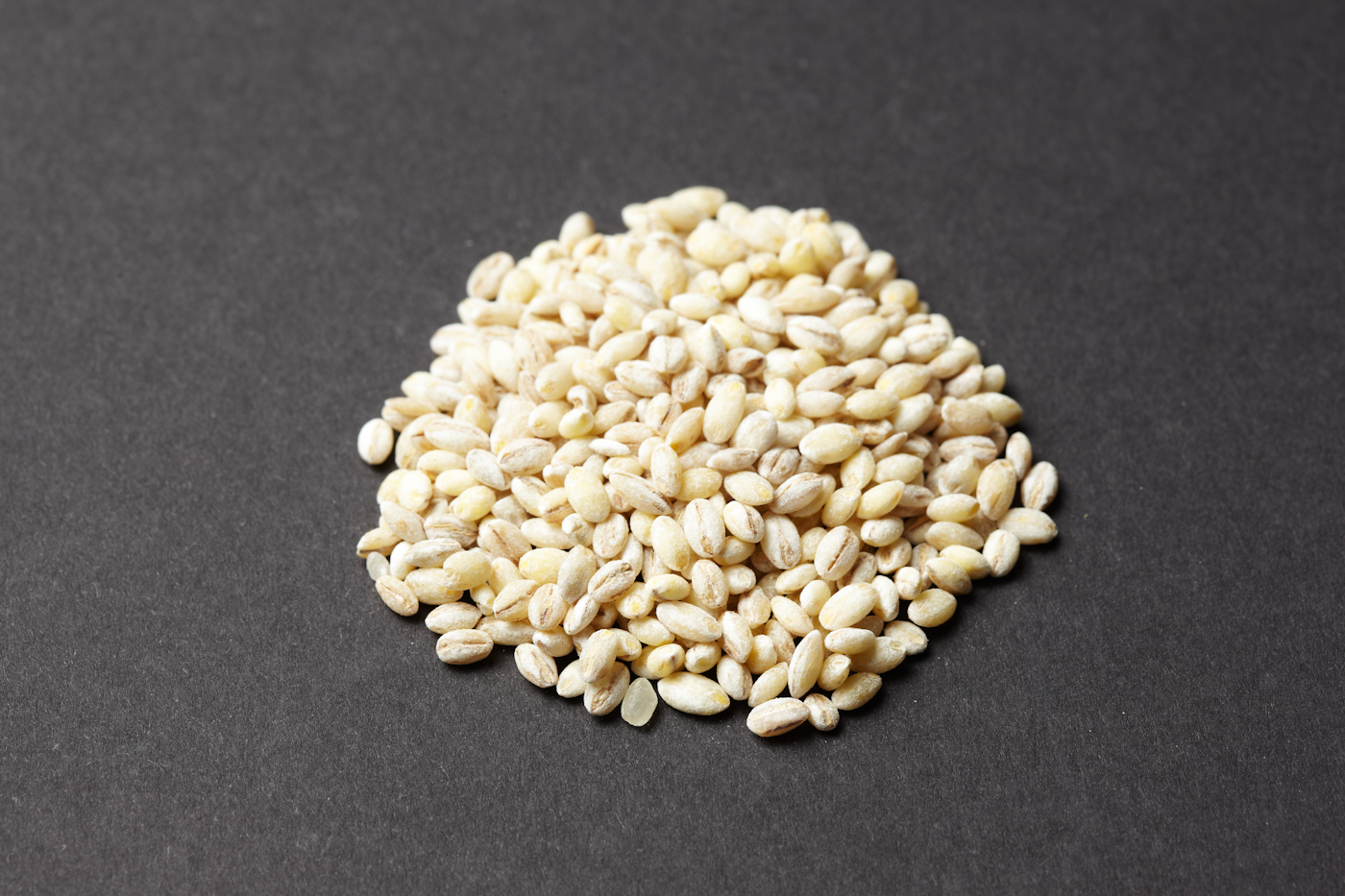
精白丸麦

精白丸麦（せいはくまるむぎ）、パール・バレー（英語: pearl barley、pearled barley）は外殻を除去し、麬の一部または全部を取り除いて精白した大麦で、押しつぶして押麦にするなどの加工をしていないもの。単に丸麦とも。

## 概要
精白丸麦のほうが未精白のものよりも調理が早く行え、食感も柔らかくなる。人が消費する大麦の形態としては精白丸麦が一般的なものである。上質な大麦粉は製粉された精白丸麦から作られる。
精白丸麦の栄養価は、カロリー、タンパク質、ビタミン、ミネラルの含有量は小麦と似ているが、一部の品種ではリシンが多く含まれる。
スープやシチュー、ポタージュなどに使用されるほか、リゾットに似たイタリア料理のオルツォットでは米ではなく精白丸麦を使用する。

## 名前
大麦を精白した状態で、押しつぶしていない「丸のまま」のものなので「丸麦」と呼ばれる。
また、丸麦を蒸して、押しつぶした加工をしたものが押麦で、丸麦を視覚的に米そっくりに食べやすい加工をしたものを米粒麦と呼んでいる。